# Oscar Andrade
Oscar Ilton de Andrade (Juatuba, 26 de setembro de 1957) é um empresário e político brasileiro radicado em Rondônia.
Empresário do transporte público em Rondônia, elegeu-se deputado federal por este estado em 1998, pelo PFL. Chegou a exercer o mandato como suplente entre 1996 e 1999.
É o irmão mais novo do empresário e ex-senador Clésio Andrade.